# 토리노 척도

X축: 일어날 확률, Y축: 운동 에너지 (메가톤)

토리노 척도(영어: Torino scale)는 근지구 천체(NEO)가 지구에 충돌할 확률 및 충돌했을 경우의 예측 피해 상황을 나타내는 척도이다. 색과 수치로 표시된다. 매사추세츠 공과대학교의 Binzel 교수가 제안하여 이탈리아의 토리노에서 개최된 국제천문연맹 회의에서 채택되었고, 2005년에 설명문이 개정되었다.

## 계급
토리노 척도는 위험도가 낮은 것부터 흰색, 녹색, 황색, 주황색, 적색으로도 나타내어진다. 각 색은 대체로 아래와 같은 의미이다.
| 위험성 없음 (흰색)               | 위험성 없음 (흰색) |
| -------------------------------- | --- |
| 0.                               | 충돌의 가능성은 0이라고 해도 좋을 정도로 낮다. 또는 대기 중에서 타서 없어지거나, 설령 운석이 낙하한다고 해도 거의 피해가 생기지 않을 정도의 작은 천체이다. |
| 보통 (녹색)                      | |
| 1.                               | 지구 근처를 통과하는 일이 예상되는 천체가 발견되었지만 위험성은 결코 보통 이상이라고는 할 수 없다. 이와 같은 천체는 일상적으로 발견된다. 충돌의 가능성은 극히 낮게 산정되어 있어, 공공의 주의나 염려는 필요 없다. 망원경 등에 의한 관측을 반복하면 위험도가 0으로 바뀔 것으로 생각된다.                          |
| 천문학자에 의한 주의 필요 (황색) | |
| 2.                               | 지구와의 접근 거리는 다소 가까우나 아주 드문 것은 아닌 정도의 천체이다. 관측의 폭이 넓다면 이러한 발견은 일상적인 것이다. 천문학자는 주의를 기울여야 하지만, 실제로 충돌한다고는 생각하기 어렵고, 공공의 주의나 염려의 근거는 되지 못한다. 망원경 등에 의한 관측을 반복하면 위험도가 0으로 바뀔 것으로 생각된다. |
| 3.                               | 접근거리는 가깝고, 천문학자가 주의를 기울여야 하는 천체이다. 지금으로서는 충돌해서 국지적인 파괴가 초래될 가능성은 1% 이상이라고 산정되어있다. 망원경 등에 의한 관측을 반복하면 위험도가 0으로 바뀔 것으로 생각된다. 10년 이내에 조우하게 되는 천체라면 공공과 공공기관이 주의할 만하다.                         |
| 4.                               | 접근거리는 가깝고, 천문학자가 주의를 기울여야 하는 천체이다. 지금으로서는 충돌해서 광역적인 파괴가 초래될 가능성은 1% 이상이라고 산정되어있다. 망원경 등에 의한 관측을 반복하면 위험도가 0으로 바뀔 것으로 생각된다. 10년 이내에 조우하게 되는 천체라면 공공과 공공기관이 주의할 만하다.                         |
| 위협 (주황색)                    | |
| 5.                               | 지역이 황폐화될 우려가 있는 심각한, 하지만 아직 확실하지 않은 근접조우이다. 충돌이 일어날지 아닐지 확실히 결정하기 위해 천문학자는 매우 주의할 필요가 있다. 만약 10년 이내에 조우하게 되는 경우, 정부의 비상사태 계획은 정당화될지도 모른다.                                                                     |
| 6.                               | 세계적 대재해 발생의 우려가 있는 심각한, 하지만 아직 확실하지 않은 거대 물체의 근접 조우이다. 충돌이 일어날지 아닐지 확실히 결정하기 위해 천문학자는 매우 주의할 필요가 있다. 만약 30년 이내에 조우하게 되는 경우, 정부의 비상사태 계획은 정당화될지도 모른다.                                                   |
| 7.                               | 세계적 대재해 발생의 우려가 있는 공전의, 하지만 아직 확실하지 않은 거대 물체의 금세기 중에 일어나는 심각한 근접 조우이다. 국제적인 비상사태계획은 정당화되고, 특히 충돌이 일어날지 아닐지 긴급히, 확실히 결정된다.                                                                                               |
| 충돌 확실 (적색)                 | |
| 8.                               | 충돌은 확실하다. 육지와의 충돌로 국지적인 파괴가 일어날 수 있다(근해라면 쓰나미가 발생할지도 모른다). 이러한 사건은 50년에서 수천년에 한번 꼴로 발생한다. |
| 9.                               | 충돌은 확실하다. 육지와의 충돌이나, 해양과의 충돌로 인한 대형 쓰나미로 공전의 지역적 황폐화를 초래할 수 있다. 이러한 사건은 1만년에서 10만년에 한번 꼴로 발생한다. |
| 10.                              | 충돌은 확실하고, 그것이 육지나 바다 어느 곳에서 일어난다고 해도 문명의 존속이 위험해지는 정도의 전 지구적인 파멸적 기후 이변이 일어나는 것이 확실하다. 이러한 사건이 일어날 가능성은 10만년에 한번, 혹은 그 이하이다.                                                                                            |

## 같이 보기
- 충돌사건